# Bois de Laurensart
Bois de Laurensart is een bos van 66,6 ha in Graven in de provincie Waals-Brabant in Wallonië, dichtbij Ottenburg. Het bos- en natuurgebied is sinds 2003 in handen van de Waalse overheid en is erkend als 'Site de Grand Intérêt Biologique 2861' door het Waals Gewest. Het bestaat uit loofbos, moeras en vochtige weiden langs de Dijle. Het bosgebied is Europees beschermd als deel van het Natura 2000-gebied 'Vallée de la Dyle de Wavre à Archennes'. Het bos is bekend om de tapijten daslook in de lente.